# Clan Baksa
 (juillet 2024).
Le clan Baksa (Boksa, Boxa, Baxa) est un ancien clan magyar de l'époque Arpadienne à l'origine de plusieurs familles hongroises.

## Histoire
Le clan Baksa possédait de vastes domaines dans les comtés de Heves et de Zemplén (dont les villes et villages de Dorogháza, Bodrog-Szerdahely, Kövesd, Homoki, Zemplén, Lagmócz, Szöllőske, mais aussi Nagyhalász et Gyüre situés dans le comté de Szabolcs). Ses membres ont joué un important rôle politique au XIIIe siècle. György Baksa, ispán et chef militaire (hadvezér), participa à la bataille de Marchfeld en 1278 et à celle de Hód-tav en 1282. Tamás et László Baksa soutiennent Charles Robert de Hongrie contre les oligarques puis participent aux campagnes militaires de Louis Ier de Hongrie.
Batk (fl. 1231) est le père d'un Tamás, (fl. 1217-1231 ), lui-même père de Simon Baksa (fl. 1240-1261).
À travers ses six fils connus, ce dernier est l'auteur six différents familles : Szerdahelyi, Bocskai, Széchy de Gálszécs, Sóvári Soós et Csapy.

## Personnalités
- Miklós Vadászi Baksa  (fl. 1271-1280), főispán de Zólyom.
- Szeped Laki Baksa (fl. 1288-1312), alispán de Borsod.
- Imre Baksa (fl. 1420-1432), alispán de Nógrád.
- János Baksa (fl. 1446-1457), főispán de Borsod.